# William Berkeley
Pour les articles homonymes, voir William Berkeley (homonymie) et Berkeley.
 (mai 2019).
Si vous disposez d'ouvrages ou d'articles de référence ou si vous connaissez des sites web de qualité traitant du thème abordé ici, merci de compléter l'article en donnant les références utiles à sa vérifiabilité et en les liant à la section « Notes et références ».
Sir William Berkeley (1606 - 9 juillet 1677 à Londres), favori de Charles Ier d'Angleterre, est fait chevalier et Gouverneur de Virginie en 1641, fonction qu'il assume jusqu'à sa mort, avec une interruption de huit ans entre 1652 et 1660 lorsque le parlement protestant puritain de Londres le destitue. 

## Biographie
Fils de Sir Maurice Berkeley, et frère de John, officier britannique et propriétaire de colonies dans les Amérique du Nord, il est considéré comme le père de l'esclavage dans le Nouveau Monde, qu'il a promu par des lois dans les années 1660, au moment où il développait d'immenses plantations de tabac en Virginie et en Caroline, dont la sienne, la Green Spring plantation, la plus importante à cette époque. 
C'est dans les années 1640, au moment de son premier mandat, qu'apparaissent les traces d'un statut systématique ou presque d'esclaves pour les personnes « de race noire », en particulier l'inventaire après décès de William Stafford.
En 1655 la jurisprudence Elizabeth Key donne cependant raison à cette fille d'esclave, qui réclamait un statut de femme libre, dans le comté de Northumberland, finit par l'obtenir après plusieurs épisodes, et épousa l'avocat qui l'avait défendue.
William Berkeley prit le parti du roi Charles Ier comme « Cavalier » en 1644, lors de la Première Révolution anglaise (1642-1651), et retourna en Virginie dès 1645 pour organiser une force armée contre les Indiens d'Amérique, tout en accueillant progressivement les "cavaliers" de l'armée anglaise chassés par le parlement protestant.
En 1652, il est démis de ses fonctions de gouverneur par les troupes parlementaires d'Oliver Cromwell et remplacé par un puritain, Richard Bennett. Il reste en Virginie et investit dans une immense plantation. 
À la restauration en 1660, il est de nouveau nommé gouverneur et lance la plantation du tabac à grande échelle, en important massivement des esclaves, via la Compagnie des aventuriers d'Afrique puis la Compagnie royale d'Afrique, non sans difficulté au début. 
George de Carteret, son associé dans la Province du New Jersey, fait partie, avec plus d'un millier d'actions, des actionnaires importants de la Compagnie royale d'Afrique, relancée en 1672 pour approvisionner les nouvelles colonies en esclaves, aux côtés du duc d'York et futur roi d'Angleterre Jacques Stuart, de son frère Prince Rupert, ou de Sir Peter Coleton, ex-gouverneur de New-York et Thomas Povey.
Berkeley durcit rapidement les lois sur l'esclavage, avec en particulier la Loi virginienne de 1662 sur l'esclavage, un texte stipulant qu'une esclave ne peut donner naissance qu'à des esclaves, pour contrecarrer la Jurisprudence Elizabeth Key. La colonie de Virginie édicte en particulier en 1667 une loi qui précise que même le baptême ne permet pas d'affranchir un esclave. À partir de 1691, après la glorieuse Révolution britannique, son successeur Philip Ludwell fait voter une loi adoucissant un peu ce statut, stipulant simplement que tout esclave affranchi est obligé de quitter la colonie avant six mois.
William Berkeley obtient un huitième des Carolines, actuel État de Caroline du Nord et la copropriété de la Province du New Jersey, avec George de Carteret qu'il cultive de 1664 à 1674. Il vend ses droits à des quakers en 1674, à la suite de difficultés politiques rencontrées entre le gouverneur de New York, Richard Nicolls, et George de Carteret. Le New-Jersey fut ainsi scindé en deux parties, l'Est, propriété de Carteret, et l'Ouest, colonie quaker dirigée par William Penn, le Gouverneur de la Pennsylvanie.
En 1675 les premiers troubles apparurent en Virginie, lorsque des colons, dirigés par Nathaniel Bacon, voulurent exterminer les indiens situés au nord de l'État, ce que refusait Berkeley. Le principal argument de ce dernier était qu'il avait signé un traité de commerce avec les autochtones. Bacon conduisit une terrible rébellion et entraîna l'État dans la guerre civile, qu'on surnoma la « Bacon's Rebellion ». Berkeley dut faire appel au roi et put mettre fin à la guerre civile avant que les troupes royales n'interviennent. Bacon fut arrêté et ses terres confisquées et remises à William Randolph dont la famille eut une grande influence en Virginie. Berkeley se retira de Virginie pour finir ses jours à Londres.
Berkeley créa une plantation de près de 1 000 hectares, la plantation de Green Spring, puis la plantation de Berkeley, dont il reste 100 hectares en Park National, dépendant de la Colonial Historical Park. Le nom de la ville de Berkeley en Virginie fut donnée en son honneur, ainsi que le nom du comté et de Berkeley Springs.
Il a épousé en 1670 Frances Culpeper, la seule fille de Thomas et Catherine Culpeper. Frances avait épousé en premières noces Samuel Stephens (1629-1669) qui fut de 1662 à 1664 commandant du territoire de Caroline, après avoir été gouverneur du minuscule établissement d'Albemarle et le propriétaire de Roanoke Island, le site où le corsaire Sir Walter Raleigh avait sans succès créé la Lost Colony en 1584. Frances resta sur la plantation de Boldrup (1.350-acres) jusqu'à la mort de son mari en 1669. À la mort de William Berkeley, Frances était considérée comme la femme la plus riche d'Amérique et la plus grande contributrice au développement de l'esclavage dans les plantations de tabac.